# Cèl·lula artificial
Una cèl·lula artificial, cèl·lula sintètica o cèl·lula mínima és una partícula dissenyada que imita una o moltes funcions d'una cèl·lula biològica. Sovint, les cèl·lules artificials són membranes biològiques o polimèriques que tanquen materials biològicament actius. Com a tals, els liposomes, els polimersomes, les nanopartícules, les microcàpsules i diverses altres partícules poden qualificar-se com a cèl·lules artificials.
Els termes "cèl·lula artificial" i "cèl·lula sintètica" s'utilitzen en una varietat de camps diferents i poden tenir significats diferents, com també es reflecteix a les diferents seccions d'aquest article. Algunes definicions més estrictes es basen en la suposició que el terme "cèl·lula" es relaciona directament amb les cèl·lules biològiques i que, per tant, aquestes estructures han de ser vives (o formar part d'un organisme viu) i, a més, que el terme "artificial" implica que aquestes estructures es construeixen artificialment de baix a dalt, és a dir, a partir de components bàsics. Com a tal, en l'àrea de la biologia sintètica, una cèl·lula artificial es pot entendre com una cèl·lula completament feta sintèticament que pot capturar energia, mantenir gradients iònics, contenir macromolècules, així com emmagatzemar informació i tenir la capacitat de replicar-se. Aquest tipus de cèl·lula artificial encara no s'ha fet.
Tanmateix, en altres casos, el terme "artificial" no implica que tota l'estructura sigui feta per l'home, sinó que pot referir-se a la idea que certes funcions o estructures de les cèl·lules biològiques es poden modificar, simplificar, substituir o complementar amb una entitat sintètica.
En altres camps, el terme "cèl·lula artificial" pot referir-se a qualsevol compartiment que s'assembli una mica a una cèl·lula biològica en mida o estructura, però que estigui fet sintèticament, o fins i tot totalment de components no biològics. El terme "cèl·lula artificial" també s'utilitza per a estructures amb aplicacions directes com ara compartiments per a l'administració de fàrmacs. La microencapsulació permet el metabolisme dins de la membrana, l'intercanvi de molècules petites i la prevenció del pas de substàncies grans a través d'ella. Els principals avantatges de l'encapsulació inclouen un millor mimetisme al cos, una major solubilitat de la càrrega i una disminució de les respostes immunitàries. Cal destacar que les cèl·lules artificials han tingut èxit clínic en l'hemoperfusió.

## Enginyeria ascendent de cèl·lules artificials vives

Diagrama de vesícules lipídiques que mostra una solució de biomolècules (punts verds) atrapades a l'interior de la vesícula.

El patòleg alemany Rudolf Virchow va proposar la idea que no només la vida sorgeix de les cèl·lules, sinó que cada cèl·lula prové d'una altra cèl·lula; " Omnis cellula e cellula ". Fins ara, la majoria dels intents de crear una cèl·lula artificial han dissenyat mòduls que poden imitar certes funcions de les cèl·lules vives. Els avenços en les reaccions de transcripció i traducció sense cèl·lules permeten l'expressió de molts gens, així com xarxes genètiques i metabòliques interdependents, però aquests esforços encara són lluny de produir una cèl·lula plenament operativa.
Un enfocament de baix a dalt per construir una cèl·lula artificial implicaria la creació d'una protocèl·lula de novo, completament a partir de materials no vius. Com el terme "cèl·lula" implica, un requisit previ és la generació d'algun tipus de compartiment que defineixi una unitat cel·lular individual. Les membranes fosfolípides són una opció òbvia com a límits compartimentals, ja que actuen com a barreres selectives en totes les cèl·lules biològiques vives. Els científics poden encapsular biomolècules en vesícules fosfolípides de la mida d'una cèl·lula i, en fer-ho, observar que aquestes molècules actuen de manera similar a com es fa en les cèl·lules biològiques i, per tant, recrear certes funcions cel·lulars. De manera similar, es poden encapsular blocs de construcció biològics funcionals en aquests compartiments lipídics per aconseguir la síntesi de cèl·lules artificials (per molt rudimentàries que siguin).
Es proposa crear una vesícula de bicapa fosfolípida amb ADN capaç d'autoreproduir-se utilitzant informació genètica sintètica. Els tres elements principals d'aquestes cèl·lules artificials són la formació d'una membrana lipídica, la replicació de l'ADN i l'ARN mitjançant un procés de plantilla i la recol·lecció d'energia química per al transport actiu a través de la membrana. Els principals obstacles previstos i trobats amb aquesta protocèl·lula proposada són la creació d'un ADN sintètic mínim que contingui tota la informació suficient per a la vida i la reproducció de components no genètics que són integrals en el desenvolupament cel·lular, com ara l'autoorganització molecular. Tanmateix, s'espera que aquest tipus d'enfocament de baix a dalt proporcioni informació sobre les qüestions fonamentals de les organitzacions a nivell cel·lular i els orígens de la vida biològica. Fins ara, no s'ha sintetitzat cap cèl·lula completament artificial capaç d'autoreproduir-se utilitzant les molècules de la vida, i aquest objectiu encara es troba en un futur llunyà, tot i que diversos grups treballen actualment per aconseguir-ho.
Un altre mètode proposat per crear una protocèl·lula s'assembla més a les condicions que es creu que van ser presents durant l'evolució, conegut com a sopa primordial. Diversos polímers d'ARN podrien ser encapsulats en vesícules i, en aquestes condicions de contorn tan petites, es provarien les reaccions químiques.

## Enfocament de dalt a baix per crear una cèl·lula viva mínima
Membres de l'Institut J. Craig Venter han utilitzat un enfocament computacional de dalt a baix per eliminar gens d'un organisme viu fins a un conjunt mínim de gens. El 2010, l'equip va aconseguir crear una soca replicant (anomenada Mycoplasma laboratorium) de Mycoplasma mycoides utilitzant ADN creat sintèticament, considerat el requisit mínim per a la vida, que es va inserir en un bacteri genòmicament buit. S'espera que el procés de biosíntesi de dalt a baix permeti la inserció de nous gens que realitzin funcions rendibles com la generació d'hidrogen per a combustible o la captura de l'excés de diòxid de carboni a l'atmosfera. La infinitat de xarxes reguladores, metabòliques i de senyalització no estan completament caracteritzades. Aquests enfocaments de dalt a baix tenen limitacions per a la comprensió de la regulació molecular fonamental, ja que els organismes hostes tenen una composició molecular complexa i incompletament definida. El 2019 es va publicar un model computacional complet de totes les vies de la cèl·lula Mycoplasma Syn3.0, que representa el primer model in silico complet per a un organisme mínim viu.

## Cèl·lules artificials per a aplicacions mèdiques

### Història
A la dècada del 1960, Thomas Chang va desenvolupar microcàpsules que més tard anomenaria "cèl·lules artificials", ja que eren compartiments de la mida d'una cèl·lula fets de materials artificials. Aquestes cèl·lules consistien en membranes ultrafines de niló, col·lodió o proteïna reticulada, les propietats semipermeables de les quals permetien la difusió de petites molècules dins i fora de la cèl·lula. Aquestes cèl·lules tenien una mida de micres i contenien cèl·lules, enzims, hemoglobina, materials magnètics, adsorbents i proteïnes.
Les cèl·lules artificials posteriors han anat des de les dimensions de cent micròmetres fins a nanomètriques i poden transportar microorganismes, vacunes, gens, fàrmacs, hormones i pèptids. El primer ús clínic de cèl·lules artificials va ser en l'hemoperfusió mitjançant l'encapsulació de carbó activat.
A la dècada del 1970, els investigadors van aconseguir introduir enzims, proteïnes i hormones en microcàpsules biodegradables, cosa que posteriorment va conduir al seu ús clínic en malalties com la síndrome de Lesch-Nyhan. Tot i que la recerca inicial de Chang es va centrar en els glòbuls vermells artificials, no va ser fins a mitjans de la dècada del 1990 que es van desenvolupar els glòbuls vermells artificials biodegradables. Les cèl·lules artificials en l'encapsulació de cèl·lules biològiques es van utilitzar per primera vegada a la clínica el 1994 per al tractament d'un pacient diabètic i des de llavors s'han encapsulat altres tipus de cèl·lules com ara hepatòcits, cèl·lules mare adultes i cèl·lules modificades genèticament i estan en estudi per al seu ús en la regeneració de teixits.

### Materials

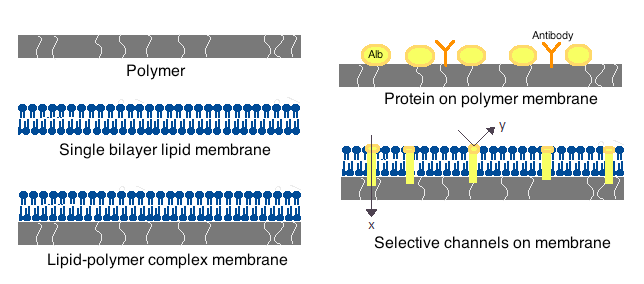
Tipus representatius de membranes cel·lulars artificials.

Les membranes per a cèl·lules artificials poden estar fetes de polímers simples, proteïnes reticulades, membranes lipídiques o complexos polímer-lipídic. A més, les membranes es poden dissenyar per presentar proteïnes superficials com ara albúmina, antígens, portadors de Na/K-ATPasa o porus com ara canals iònics. Els materials que s'utilitzen habitualment per a la producció de membranes inclouen polímers d'hidrogel com ara alginat, cel·lulosa i polímers termoplàstics com ara metacrilat d'hidroxietil-metacrilat de metil (HEMA-MMA), poliacrilonitril-clorur de polivinil (PAN-PVC), així com variacions dels esmentats anteriorment. El material utilitzat determina la permeabilitat de la membrana cel·lular, que per al polímer depèn de la seva permeabilitat, que és important per determinar la difusió adequada de nutrients, residus i altres molècules crítiques. Els polímers hidròfils tenen el potencial de ser biocompatibles i es poden fabricar en una varietat de formes que inclouen micel·les de polímer, mescles sol-gel, mescles físiques i partícules i nanopartícules reticulades. Són d'especial interès els polímers sensibles als estímuls que responen als canvis de pH o temperatura per al seu ús en l'administració dirigida. Aquests polímers es poden administrar en forma líquida mitjançant una injecció macroscòpica i solidificar o gelificar in situ a causa de la diferència de pH o temperatura. Les preparacions de nanopartícules i liposomes també s'utilitzen habitualment per a l'encapsulació i l'administració de materials. Un avantatge important dels liposomes és la seva capacitat de fusionar-se amb les membranes de les cèl·lules i els orgànuls.